# María Belén Pérez
María Belén Pérez Maurice (San Nicolás de los Arroyos, 12 luglio 1985) è una schermitrice argentina.

## Palmarès
- Giochi panamericani

Toronto 2015: bronzo nella sciabola individuale
Lima 2019: argento nella sciabola individuale
- Campionati panamericani

Reno 2011: bronzo nella sciabola individuale.
Cancún 2012: bronzo nella sciabola individuale.
San José 2014: oro nella sciabola individuale.